# Utopía (Belinda)
Utopia è il secondo album della cantante ispano-messicana Belinda pubblicato nel 2006 dall'etichetta discografica EMI Music.

## Il disco
Il disco è stato pubblicato il 3 ottobre 2006 in America Latina, e il 17 settembre 2007, un anno dopo, negli Stati Uniti, e in Europa.
Il disco comprende 13 canzoni, di cui 2 in inglese e 11 in spagnolo.
Dall'album sono stati estratti quattro singoli: Ni freud, ni tu mama, Bella traiciòn, Luz sin Gravedad e Alguien màs.
Il direttore dei suoi video musicali è Scott Speer, che ha lavorato anche con Paris Hilton.
Di Utopía esistono numerose edizioni differenti. La versione Utopía (Edicion Internacional) comprende 18 canzoni, tra cui le traduzioni in inglese di altre tre canzoni, la canzone Why wait? dall'album di The Cheetah Girls 2 e una nuova canzone, Es de verdad. L'edizione italiana del disco contiene anche il duetto con i Finley Your Hero, cantata per la prima volta a Sanremo. Le ultime due tracce sono bonus track per la versione italiana dell'album.
Da queste edizioni sono stati tratti ulteriori singoli: If We Were nell'11 gennaio 2008 e See a Little Light nell'aprile 2008.

## Tracce
Utopía
1. Utopia
2. Ni Freud Ni Tu Mama
3. See a Little Light
4. Bella Traicon
5. Contigo o sin ti
6. Alguien Mas
7. Quien es Feliz
8. Pudo Ser Tu Facil
9. Noche Cool
10. Antiga Soledad
11. Good Good
12. Luz Sin Gravedad
13. Never Enough

Utopía (Edicion Internacional)
1. Utopia - 3:00
2. If We Were - 3:24
3. See a Little Light - 4:04
4. End of the Day - 3:45
5. Contigo o Sin Ti - 4:01
6. Alguien Más - 3:13
7. ¿Quién Es Feliz? - 3:47
8. Takes One to Know One - 3:54
9. Noche Cool - 3:06
10. Amiga Soledad - 4:24
11. Good... Good - 3:23
12. Luz Sin Gravedad - 4:01
13. Never Enough - 3:10
14. Why Wait - 3:02
15. Your Hero (feat. Finley) - 4:02